# Trap Nation
Trap Nation ist ein US-amerikanischer YouTube-Kanal mit Sitz in Los Angeles, Kalifornien. Der Kanal dient zum Support und der Repräsentation aktueller Musik aus dem Bereich der elektronischen Tanzmusik mit starkem Fokus auf Trap und trapverwandten Musikstilen wie Future-Bass und Lovetrap.
Trap Nation dient als Flaggschiff-Kanal im YouTube-Netzwerk „The Nations“, zu dem die Kanäle Bass Nation, Chill Nation, House Nation, Indie Nation, Rap Nation und R&B Nation gehören. Seit Gründung des Plattenlabels „Lowly Palace“ ist auch dessen Kanal Teil des Netzwerks.
Seit August 2017 sind „The Nations“ mit über 23 Millionen Abonnenten das größte Musikkanal-Netzwerk auf YouTube. Trap Nation ist derzeit Platz 74 der meist abonnierten Kanäle auf YouTube.
Auf Instagram hat Trap Nation über 600.000 Follower.

## Geschichte
Trap Nation wurde im September 2012 von Andre Willem Benz im Alter von 15 Jahren gegründet. Seine Inspiration für den Kanal kam von seiner Liebe zu Videospielen und elektronischer Musik im Internet.
Trap Nation gewann in weniger als einem Jahr schnell neue Abonnenten. Grund dafür stellten Uploads wie San Holos Remix zu Dr. Dres The Next Episode dar, die binnen weniger Monate mehrere Millionen Aufrufe erzielen konnten.
Bis Ende 2016 war Trap Nation regelmäßig in den Top 10 der am schnellsten wachsenden YouTube-Kanäle und erhielt durchschnittlich 70 Millionen neue Aufrufe pro Woche.
Trap Nation hält derzeit eine der größten unabhängigen Playlists auf Spotify mit über 1 Million Followern und durchschnittlich 200.000 monatlichen Zuhörern.

### Lowly Palace
Im September 2016 wurde mit „Lowly Palace“ ein unabhängiges Plattenlabel, gegründet. In weniger als einem Jahr erreichte der Kanal knappe 100.000 Abonnenten.

## Events
Im Jahr 2016 veranstaltete Trap Nation sein erstes Live-Event in Danbury, CT, wo Botnek und Lookas auftraten.

### South by Southwest
Im März 2017 arbeiteten Trap Nation und Chill Nation mit „Monster Energy Outbreak House“ an einer Reihe von gemeinschaftlichen Veranstaltungen bei South by Southwest (SXSW) zusammen, an denen Künstler wie Illenium, San Holo, Whethan und andere teilnahmen.

### Electric Daisy Carnival
Im Juni 2017 veranstaltete Trap Nation das größte Kunstwagen-Event des Electric Daisy Carnival(EDC) und erreichte über 4.000 Menschen. Die Aufstellung bestand aus Acts wie Alan Walker, Troyboi, Boombox Cartel, Autograf und anderen.
Trap Nation war auch ein offizieller Insomniac-Sponsor bei der Veranstaltung neben Sunglass Hut, Uber, Smirnoff und Corona.

## Auszeichnungen
Im Jahr 2015 wurde Trap Nation in die von YouTube bevorzugten 10 Musikpartner von YouTube aufgenommen. Trap Nation gehört auch zu den Top 100 der bevorzugten elektronischen Tanzmusikkanäle von Google.
Im Juni 2017 war Trap Nation auf Platz 44. der am meisten abonnierten Kanäle auf YouTube und hatte mehr als 5 Milliarden Gesamtaufrufe angesammelt. Trap Nation wurde von Billboard neben Monstercat, MrSuicideSheep, Proximity und Majestic Casual auch als Nummer 1 in der Kategorie Dance-Kurator auf YouTube eingestuft.